# 요이치군

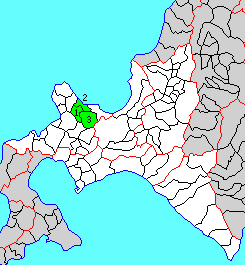
요이치 군의 위치

요이치군(일본어: 余市郡)은 일본 홋카이도 남서부, 시리베시 지청의 북동쪽에 위치하는 군이다.
인구 21,423명, 면적 588.64km², 인구밀도 36.4명/km².(2025년 2월 28일, 주민기본대장인구)
이하 2정 1촌으로 구성된다.
- 니키정(仁木町)
- 요이치정(余市町)
- 아카이가와촌(赤井川村)

## 역사
1869년에 요이치 군이 두어져 홋카이도 시리베시국에 포함되었다.